# Кругликова, Елена Дмитриевна
Елена Дмитриевна Кру́гликова (3 [16] июня 1907, Подольск — 24 июня 1982, Москва) — советская оперная певица (лирическое сопрано), педагог. Народная артистка РСФСР (1947). Лауреат Сталинской премии первой степени (1943).

## Биография
Е. Д. Кругликова (Малофеева) родилась 3 (16) июня 1907 года в Подольске, уездном центре Московской губернии (ныне Московская область). В 1923—1924 годах занималась в Подольском пролеткульте и пела в хоре. Училась в музыкальном техникуме имени братьев Рубинштейнов. В 1931—1933 годах артистка Всесоюзного радио. В 1932—1956 годах — солистка ГАБТ. В 1933 году окончила МГК имени П. И. Чайковского по классу пения К. Н. Дорлиак. В годы Великой Отечественной войны выступала в составе фронтовых бригад и в госпиталях. В 1943 году передала вместе с коллективом ГАБТ присуждённую ей Сталинскую премию в Фонд обороны.
Концертировала по стране и за рубежом (Югославия, Польша, Болгария, Румыния). В 1957—1960 годах Е. Д. Кругликова — художественный руководитель вокального отделения ВГКО. В 1958—1959 годах преподаёт в ГМПИ имени Гнесиных, в 1960—1976 годах — в музыкальном училище при МГК имени П. И. Чайковского и в самой консерватории. С 1961 года — доцент.
Муж Лаврищев, Алексей Никитич — заместитель председателя Госплана СССР

## Творчество
Получили признание публики интерпретации Кругликовой русской и зарубежной классической музыки. Для её творчества были характерны, как правило, тёплые, лирические краски, передача тонких душевных переживаний. Являясь в 30-40-е годы одним из безусловных лидеров оперной труппы, участвовала во всех значимых постановках ГАБТ, в том числе в опере «Евгений Онегин». Исполнение партии Татьяны Еленой Кругликовой признано зрителями и коллегами как одно из самых лучших за всю историю этой роли. Партию Татьяны ей поручили в первый же год её сценической карьеры, после успешного дебюта в опере Верди «Риголетто».
Е. Д. Кругликова умерла 24 июня 1982 года. Похоронена на Ваганьковском кладбище (12 уч.).

### Театральные работы
- «Евгений Онегин» П. И. Чайковского — Татьяна
- «Черевички» П. И. Чайковского — Оксана
- «Сказание о невидимом граде Китеже и деве Февронии» Н. А. Римского-Косакова — Феврония
- «Боярыня Вера Шелога» Н. А. Римского-Корсакова — Вера Шелога
- 1937 — «Поднятая целина» И. И. Дзержинского — Лушка
- 1942 — «Вильгельм Телль» Дж. Россини — Матильда

## Награды и премии
- 1-я премия Всесоюзного конкурса музыкантов-исполнителей в Москве (1933)
- Сталинская премия первой степени (1943) — за исполнение партии Матильды в оперном спектакле «Вильгельм Телль» Дж. Россини[5]
- Заслуженная артистка РСФСР (2 июня 1937)
- Народная артистка РСФСР (1947)
- Два ордена Трудового Красного Знамени (27 мая 1951[6] и 25 мая 1976[7])
- Орден «Знак Почёта» (02.06.1937) — за выдающиеся заслуги в деле развития оперного и балетного искусства
- медали